# Camp de César (Le Fief-Sauvin)
Pour les articles homonymes, voir Camp de César.
Le camp de César est un site archéologique situé au Fief-Sauvin, en France.

## Localisation
Le site archéologique est situé dans le département français de Maine-et-Loire, sur la commune du Fief-Sauvin.

## Description
Il a la forme d'un fer à cheval, d'une surface de 5 ha. Il se situe à l'extérieur d'une courbe de l'Èvre et au confluent du ruisseau de la Paillerie. Au nord il est fermé par une butte de terre de 115 mètres de long et dont les pentes latérales ont 14 mètres d'inclinaison. C'est sur cette levée qu'ont été trouvés les restes du mur gaulois formé de pierres et de nombreuses fiches de fer qui reliaient les pièces de bois.

## Historique
Il protégeait le village de forgerons de la Hallerie, où six lopins portent le nom de  chaudron.
L'édifice est inscrit au titre des monuments historiques et classé en 1988.